# Festuca carchiensis
Festuca carchiensis är en gräsart som beskrevs av Stancík. Festuca carchiensis ingår i släktet svinglar, och familjen gräs. Inga underarter finns listade i Catalogue of Life.